# Franz Wilhelm Junghuhn
Friedrich Franz Wilhelm Junghuhn est un botaniste néerlandais, né le 26 octobre 1809 à Mansfeld et mort le 24 avril 1864 à Lembang.

## Biographie
Il fait ses études à Halle et à Berlin. Il officie comme chirurgien dans l’armée prussienne puis comme médecin dans l’armée française en Algérie.

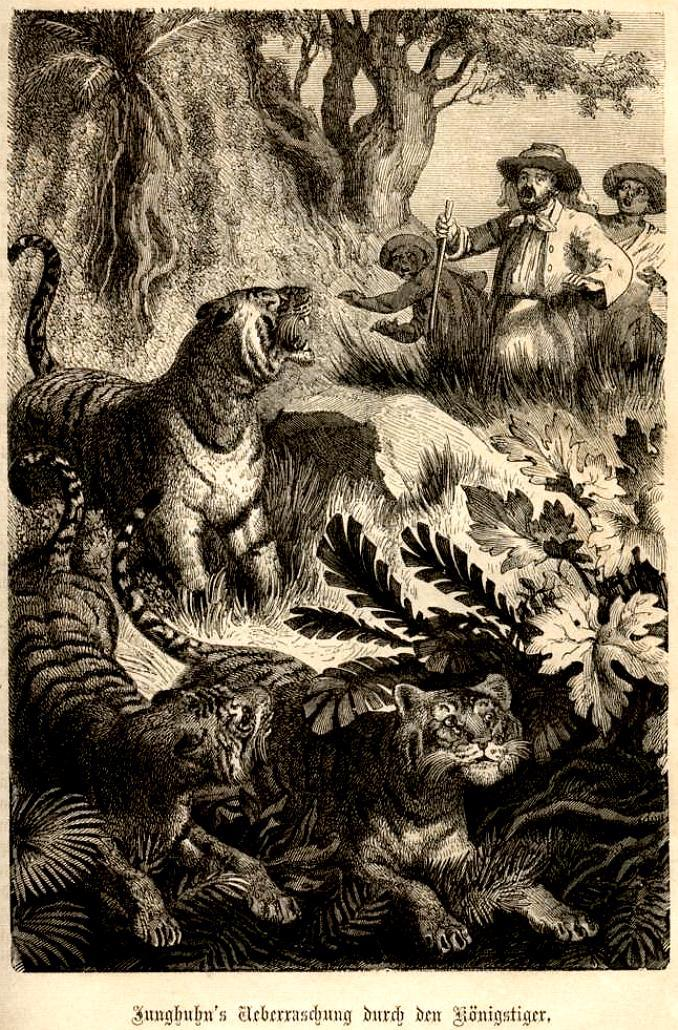
Junghuhn surpris par le tigre (gravure de 1868)

Il s'installe à Java et y demeure le reste de sa vie à l’exception d’un passage en Hollande de 1849 à 1855. De 1835 à 1849, il établit une carte précise de Java. Il fait paraître Topographische und naturwissenschaftliche Reisen durch Java [1845], Java, seine Gestalt, Pflanzendecke, und sein innerer Bau (quatre volumes, 1850-1854), Die Bättalander auf Sumatra (1847). Il étudie la géologie, la géographie et la botanique de Java.